# Zvezdna ladja
Zvezdna oz. medzvezdna ladja je vesoljska ladja, namenjena potovanju med zvezdami, za razliko od orbitalnih in medplanetarnih plovil, ki potujejo na mnogo krajše razdalje. Človek še ne pozna tehnologije, ki bi mu omogočila potovanje med zvezdami v praksi, zato so medzvezdne ladje trenutno zgolj predmet špekulacij in preliminarnih študij s sodobno tehnologijo ali tehnologijo, ki naj bi bila dostopna v bližnji prihodnosti. Do danes so tri plovila človeške izdelave zapustila Osončje in se nahajajo v bližnjem medzvezdnem prostoru – Voyager 1, Pioneer 10 in Pioneer 11, vendar se jih ne šteje za vesoljske ladje, saj nimajo lastnega pogona ter človeške posadke.
Zvezdne ladje so priljubljen element znanstvene fantastike, zvrsti fikcije, ki se ukvarja z razvojem človeštva in njegove tehnologije v prihodnosti. Med najbolj znanimi predstavniki je zvezdna ladja Enterprise iz ameriške televizijske nanizanke Zvezdne steze. V večini primerov sodijo medzvezdne ladje, ki jih opisuje fikcija, v eno od naslednjih kategorij:
- spalne ladje: potniki preživijo dolgo obdobje, ki je potrebno za pot, z močno upočasnjenimi življenjskimi procesi (v komatoznem spancu). S takšnimi ladjami potujejo v filmu Osmi potnik in njegovih nadaljevanjih.
- generacijske ladje: tako kot spalne ladje potujejo razmeroma počasi, v njih živi celotna družba, ki doseže cilj šele po več generacijah. Tako potovanje opisuje denimo roman Magellanov oblak poljskega pisatelja Stanisława Lema.
- relativistične ladje: izkoriščajo učinek podaljšanja časa pri potovanju s hitrostjo blizu svetlobne. Za potnike je tako potovanje kratko, za zunanje opazovalce pa traja ustrezno dolgo. Zgled za uporabo tega načela je roman The Forever War ameriškega pisatelja Joeja Haldemana. Drug zgled je medzvezdna trgovska zvezdna ladja Hound of Heaven iz kratkega romana K zvezdam (To the Stars) ameriškega pisatelja L. Rona Hubbarda.
- ladje, hitrejše od svetlobe: te se premikajo po vesolju hitreje kot predpostavlja današnje razumevanje fizike, lahko skozi črvine, hiperprostor in podobne »bližnjice« (Vojna zvezd, Zvezdne steze itd.).

Tudi špekulacije o obiskih nezemljanov na Zemlji po navadi predpostavljajo, da gre za tehnološko izjemno napredna bitja, ki so pripotovala s svojih planetov hitreje od svetlobe.